# Friederike Migneco
Friederike Maria Cayetana Migneco (* 22. Februar 1963 in Luxemburg, auch Cayetana Caruso) ist eine deutsch-italienische Lyrikerin, Essayistin und Übersetzerin.

## Leben
Migneco verbrachte ihre Jugend in Italien, wo sie das altsprachliche Gymnasium Liceo Spedalieri in Catania besuchte, und in Luxemburg, wo sie alte Sprachen an der Europäischen Schule erlernte. Sie schloss in Rom an der Universität La Sapienza 1988 ihre Studien der vergleichenden Religionsgeschichte und der Orientalistik mit einer Arbeit über das deutsche Japan-Bild der 1930er und 1940er Jahre ab. Von 1983 bis 1985 absolvierte sie einen Studiengang der Geschichte und Kulturen des Mittleren und Fernen Ostens am I.S.M.E.O. (Italienisches Institut für den Mittleren und Fernen Osten), dessen Gründer Giuseppe Tucci war. Zu den Hochschullehrern von Migneco gehörten Persönlichkeiten wie der Althistoriker Santo Mazzarino und der Tucci-Nachfolger und Vipassana-Lehrer Corrado Pensa.
1989 arbeitete sie im italienischen Parlament für den Abgeordneten Vito Napoli als dessen Beraterin für die Öffentlichkeitsarbeit, und in den folgenden Jahren als freie Übersetzerin in Sizilien. Dort beteiligte sie sich an der Entstehung eines biodynamischen Landwirtschaftsprojektes. Migneco hat „längere Zeit in Japan gelebt und intensive Begegnungen mit den religiösen Traditionen des Orients gehabt.“ Sie wohnt heute in ihrem Geburtsland, wo sie Leiterin der Stadtbibliothek Düdelingen ist, und nahm im April 2001 zusätzlich zur deutschen und italienischen die luxemburgische Staatsbürgerschaft an.

## Lyrik
Friederike Migneco veröffentlichte 2011 die Sammlung von Liebesgedichten ich bin aus dir gemacht unter dem Namen Cayetana Caruso. In der stereofonischen Klangfülle und dem Formenreichtum ihrer Dichtung ist ein «Mehr» zu spüren, die Sehnsucht nach einem Menschen wird zur Sehnsucht nach dem ganz Anderen. Wie die Literaturkritikerin Elise Schmit schreibt, verwendet Migneco freie Rhythmen und verzichtet meistens auf Endreime, ihre Gedichte jedoch wirken wie Lyrik aus einer anderen Zeit. „Cayetana Caruso’ ist [...] kein Pseudonym: Sein Sinn ist nicht, zu verhüllen, sondern sichtbar werden zu lassen.“ Er ist, wenn man so will, die Innenseite einer Autoridentität, die erst durch den Prozess des lyrischen Schreibens in Erscheinung tritt. Paul Taylor schrieb über Mignecos Lyrik: „Der Untertitel der Sammlung lautet liebesgedichte, und von Liebe handeln in der Tat die meisten von Carusos Gedichten. Gleichwohl bleibt offen, ob es sich hierbei um die Liebe einer Frau zu einem Mann oder um die Liebe einer Seele zu ihrem Schöpfer handelt. Diese Fragen stellen sich dem Leser unwillkürlich, werden aber nicht eindeutig beantwortet, und es sind sowohl das Geheimnis dessen, was gesagt wird, als auch die Intensität, mit der es ausgedrückt wird, die diese Gedichte so aufwühlend, so kraftvoll und so ergreifend machen.“ Hier thematisiert die Autorin u. a. die Verbindung zwischen Liebe und Tod. Das Buch trägt die Widmung „Dir, Luc, und der Différence fondamentale“. Wie die Literaturwissenschaftlerin Josiane Weber schreibt, ginge es dabei nicht um die „Differenz“ zwischen Mann und Frau, sondern die „Différence fondamentale [de l’Être]“, auf der das transzendentale Denken des französischen Philosophen Maxence Caron beruht. Die Widmung „versteht sich als ein Hinweis auf die thematische Konvergenz beider Autoren unter dem Zeichen des Ganz Anderen.“ 2017 veröffentlichte Friederike Migneco in Italien die Sammlung mystischer Gedichte Annonciade: inni per la biografia di un'anima. Diese Gedichte wagen sich in Bereiche der Innerlichkeit vor, in denen der Blick das Entstehen in sich selbst eines Denkens betrachtet, das in den ursprünglichen Quellen des Seins verankert ist. Der Band enthält überwiegend italienische und einige deutsche Gedichte und eine Einführung von Maxence Caron mit sieben ins Italienische übertragenen Auszügen aus seiner Dichtung Le Chant du Veilleur: poëme symphonique. Zum ersten Mal überhaupt wird hier Carons französische Dichtung in eine andere europäische Sprache übersetzt. Mignecos Lyrik thematisiert hier u. a. die Sehnsucht nach der vollkommenen Harmonie von Mensch und Natur und die Suche nach dem göttlichen Absoluten im Bewusstsein der Zerbrechlichkeit der irdischen Existenz. 2021 kam zunächst eine Hörbuchfassung ihrer deutschen Gedichte heraus; dann legte Migneco im selben Jahr einen weiteren Gedichtband unter dem Titel Im aufsteigenden Zeichen vor, in dem sich neben deutschsprachigen auch einige italienische Gedichte finden. Wie es im Nachwort von Volker Zotz heisst, sucht hier die Dichtung Mignecos „in der Übergangsphase des untergehenden Schiffs, in der das, was Menschen vormals trug, an Wirksamkeit verliert und Neues noch nicht an seine Stelle trat […] nach geistigen Orten, an denen der Ursprung und Kommendes bereits transparent und damit wahrnehmbar werden“. Damit legt Mignecos Dichtung auch eine innere Verwandtschaft mit dem Denken von Jean Gebser offen. Einige ihrer Gedichte verstehen sich nicht, wie anderswo behauptet, als eine Hommage an Dichter wie Paul Celan, Sylvia Plath oder Erich Fried, sondern können als „dialogische Kunst“ bezeichnet werden. So etwa das Gedicht Nativitas amoris, das eine poetische Replik auf Erich Frieds Nativitas mortis ist, das auch im Band „Im aufsteigenden Zeichen“ abgedruckt wurde. Die Dichterin zeichnet hier mit „Fried Erike“, wodurch eine sowohl inhaltlich als auch formal intendierte Gegenüberstellung zu „Erich Fried“ zum Ausdruck kommt. So schreibt Zotz zum Gedichtband Mignecos: „Es mag Menschen geben, die – wie in Frieds Gedicht – nur Hüllen ihres Todes sind, der als ihr wahres Wesen schliesslich aus ihnen hervortritt, sobald er die Haut abwetzte. Aber, insistiert die Dichterin, es gibt auch jene „an denen / sich ihr Tod reibt“ und die als Liebende „ihr nacktes Leben schenken“.“ Weiter heisst es bei Zotz: „In Mignecos Lyrik erscheint die Liebe als das Höchste [...] Wer als wahrhaft Liebender das eigene Wesen hingab, hielt keinen Besitz zurück, den ihm der Tod entreissen könnte. Er bleibt immun gegen jeden Verlust, denn es gibt gar nichts, das ihm zu nehmen wäre [...] Inmitten der Vergänglichkeit offenbart sich im Lieben das Unzerstörbare.“ Und eben dieser Gedanke erscheint als der Leitfaden von Mignecos Dichtung überhaupt. Ihre Lyrik wurde zuletzt von Marc Thill in einer Besprechung als „Leichtigkeit gepaart mit kraftvoller Tiefe“ charakterisiert.

## Kritik an der Biotechnologie
Migneco stand in engem Kontakt mit dem österreichisch-amerikanischen Wissenschaftler und Schriftsteller Erwin Chargaff, dessen Werk und Anliegen sie in Italien bekannt machte. Der Briefwechsel Chargaffs mit Migneco wird im Deutschen Literaturarchiv in Marbach aufbewahrt.
Schon bevor sie mit Chargaff persönlich in Kontakt trat und mit ihm über die Probleme der Genforschung im Austausch stand, war Migneco eine Kritikerin der Biotechnologie. Nach der Herausgabe von Chargaff's Unbegreifliches Geheimnis in Italien legte sie zahlreiche Aufsätze vor, die sich kritisch mit Gentechnik beschäftigen. Migneco war für Luxemburg die Repräsentantin des International Forum for Genetic Engineering (Ifgene).

## Tätigkeit als Verlegerin
Gemeinsam mit dem österreichischen Religionswissenschaftler und Philosophen Volker Zotz gründete Friederike Migneco 2002 in Luxemburg den gemeinnützigen Kulturverlag Kairos Edition. Im Programm des Verlages finden sich neben dem deutschen Surrealisten Richard Anders und Valentin Tomberg auch Bücher zur christlichen Spiritualität und zum Buddhismus, wie von Lama Anagarika Govinda, einem prominenten Vermittler des tibetischen Buddhismus an den Westen. Die luxemburgische Übersetzung der ersten zwei Bände des Kinderbuch-Klassikers Harry Potter von Joanne K. Rowling versteht sich als einen Beitrag zur Etablierung des Luxemburgischen als internationale Literatursprache. Der Verlag sieht in seinem Sitz in Luxemburg „einen besonderen Auftrag. Das mehrsprachige Großherzogtum zwischen Deutschland, Frankreich und Belgien liegt am Schnittpunkt germanischer und romanischer Kultur. Hieraus ergibt sich für die Kairos Edition der Anspruch eines interkulturellen Programms und im weiteren Sinn des Überschreitens kultureller und geistiger Barrieren. Autoren der Kairos Edition sind vielfach Grenzgänger zwischen den Systemen, Regionen und Kulturen.“

## Valentin Tomberg
Gemeinsam mit Wilhelm Maas, Martin Kriele, Giancarlo Roggero und anderen arbeitet Migneco an einem Verständnis der Philosophie des baltischen Mystikers Valentin Tomberg, den sie in einer engen Verwandtschaft zu Carl Gustav Jung sieht. Sie hat ein Werk Tombergs ins Italienische übersetzt und gemeinsam mit Volker Zotz das unveröffentlichte Werk von Tomberg Le mat itinérant sowie Innere Gewissheit herausgegeben.

## Sonstige Aktivitäten
Migneco war Präsidiums- und Redaktionsmitglied der Luxemburger Kulturzeitschrift forum für Politik, Gesellschaft und Kultur, in der sie regelmäßig Artikel veröffentlichte. In Italien wurden Texte und Übersetzungen von Migneco in Zeitschriften wie Il Foglio, La Sicilia, Si alla vita und Lo Straniero veröffentlicht. Sie war zudem Vorstandsmitglied des Centre de Documentation sur les Migrations Humaines in Dudelingen, eines Zentrums für Migrationsforschung, das 1995 gegründet wurde. Seit 2007 veröffentlicht sie Beiträge zur Kulturgeschichte und literarische Rezensionen in der Warte, die wöchentliche Beilage des Luxemburger Wort.

## Werke

### Bücher

#### Lyrik
- ich bin aus dir gemacht: liebesgedichte (als Cayetana Caruso), Edition Signathur, Dozwil 2011, ISBN 978-3-908141-77-8, S. 106.
- Annonciade : inni per la biografia di un'anima. Poesia lirica. Prefazione bilingue con sette estratti da Il Canto di Colui che veglia di Maxence Caron. Edizioni Estrella de Oriente, Caldonazzo 2017, ISBN 978-88-87037-36-4, S. 129.
- ich bin aus dir gemacht und andere liebesgedichte, gelesen von Steve Karier, Hörbuch, Edition Habermann, München 2021, ISBN 978-3-96025-021-0, 50 Min.
- Im aufsteigenden Zeichen. Gedichte. Nachwort von Volker Zotz, Edition Habermann, München 2021, ISBN 978-3-96025-018-0, S. 161.

#### Anderes
- La Bibliothèque publique régionale de Dudelange : le Centenaire (1921 - 2021), Ville de Dudelange, Dudelange 2021, ISBN 978-2-919993-18-5, S. 124
- La Bibliothèque publique régionale de Dudelange : le Centenaire (1921 - 2021), Edition limitée et augmentée, Ville de Dudelange, Dudelange 2022, ISBN 978-2-919993-23-9, S. 133

#### Herausgeberschaften und Übersetzungen
- Erwin Chargaff: Mistero Impenetrabile. La scienza come lotta pro e contro la natura. Edizione curata e tradotta da Friederike Migneco e Gaetano Migneco, Scrinium, Catania 1995, ISBN 88-86554-00-1.
- mit Volker Zotz (Hrsg.): Totus tuus. Marianisches Lesebuch zur Luxemburger Muttergottes-Oktave. Kairos, Luxemburg 2004, ISBN 2-9599829-9-1.
- Valentin Tomberg: Le mat itinérant: l'amour et ses symboles - une médidation chrétienne sur le Tarot. Der wandernde Narr: die Liebe und ihre Symbole - eine christliche Tarot-Meditation. Herausg. und eingeführt von Friederike Migneco und Volker Zotz, Kairos, Luxemburg 2007, ISBN 978-2-9599829-5-8.
- Erwin Chargaff: Mistero Impenetrabile. La scienza come lotta pro e contro la natura. Traduzione di Friederike Migneco e Gaetano Migneco, Lindau, Torino 2009, ISBN 978-88-7180-843-7.
- Valentin Tomberg: Lazzaro: un miracolo che continua. Edizione curata e tradotta da Friederike Migneco, Estrella de Oriente, Trento 2010, ISBN 978-88-87037-17-3.
- Valentin Tomberg: Innere Gewissheit. Über den Weg, die Wahrheit und das Leben. Hrsg. von Friederike Migneco und Volker Zotz, Kairos Edition, Luxemburg 2012, ISBN 978-2-919771-00-4.[22]
- Friederike Migneco (Hrsg.): Freiheit. Bewusstheit. Verantwortlichkeit. Festschrift für Volker Zotz zum 60. Geburtstag. Mit Friedhelm Köhler (Hrsg.) und Benedikt Maria Trappen (Hrsg.), Edition Habermann, München 2016, ISBN 978-3-96025-009-8

### Verstreute Lyrik (Auswahl)
- Alles ist anders. Gedichte (2003-2006) in: Freiheit. Bewusstheit. Verantwortlichkeit. Festschrift für Volker Zotz zum 60. Geburtstag, Hrsg. von Friedhelm Köhler, Friederike Migneco, Benedikt Maria Trappen, Edition Habermann, München, S. 379–395, 2016, ISBN 978-3-96025-009-8
- Gedichte, in ALUC: Annuaire 2016 & 2017, Luxembourg, S. 51–53
- Erbschaft. Gedichte, in Nos Cahiers, Lëtzebuerger Zäitschrëft fir Kultur, 4/2019, 40. Joer, Luxembourg, S. 75–79
- Gedichte. Volcan, in Nos Cahiers, Lëtzebuerger Zäitschrëft fir Kultur, 3/2020, 41. Joer, Luxembourg, S. 33–34
- Dans le ventre de la terre, in Nos Cahiers, Lëtzebuerger Zäitschrëft fir Kultur, 3/2021, 42. Joer, Luxembourg, S. 89

### Aufsätze (Auswahl)
- La capacità giuridica dell'embrione umano: aspetti bioetici, Lo Straniero / The Stranger 26, Magazine of IMISE, XII Year, 1997
- L'apprenti-sorcier: le risque du génie génétique, Forum fir kritesch Informatioun iwwer Politik, Kultur a Relioun, Nr. 205, Luxembourg, 2001
- als Cayetana Caruso: De la technocratie à la poésie ou les certitudes et la liberté: récit d'une naissance, in: Forum für Politik, Gesellschaft und Kultur, Nr. 209, Luxemburg, 2001
- "Oh, wie schön ist Panama", oder, was interessiert am Buddhismus? in: Buddhismus, Forum für Politik, Gesellschaft und Kultur, Nr. 212, Luxemburg, 2001
- mit Volker Zotz: Der Fall Buttiglione. In: Forum für Politik, Gesellschaft und Kultur. Luxembourg., Nr. 241 (Nov. 2004), S. 15–20.
- Die Bedeutung C.G. Jungs in Werk und Erkenntnismethode von Valentin Tomberg. In: Michael Frensch, Elisabeth Heckmann (Hrsg.): Valentin Tomberg, Leben - Werk - Wirkung. Novalis Verlag, Schaffhausen 2006, ISBN 3-907160-82-7.
- Ernst Jünger. Eine Jahrhundertgestalt: Helmuth Kiesel legt eine umfassende Biographie des Schriftsteller und Denkers vor in: Die Warte, Nr. 23/2228, 2008, Luxemburg
- Heribert Mühlen und die Grundlagen einer Wir-Philosophie. Nach der Es- und Ich-Philosophie: Die Sinnfrage betritt wieder den Raum, Die Warte Nr. 8/2250, 2009
- Abgestiegen zur Hölle: Der vergessene Glaubensartikel. Leben und Sterben in bescheidener, der Suche nach Liebe und wahrer Erkenntnis hingegebener Demut. Zum Tod von Wilhelm Maas, Die Warte Nr. 24/2374, 2012
- Les pages qui demandaient à paraître. Le Journal inexorable de Maxence Caron: 800 pages troublantes de confessions, d'aphorismes, de réflexions, d'adoration et de méditation sur l'essentiel, Die Warte Nr. 35/2385, 2012
- mit Luc Deitz: Le culte des héros anciens est fini aujourd’hui : le métier d’historien : entretien avec le professeur italien Andrea Giardina in Luxemburger Wort. Die Warte, 66(2014), Nr. 16/2438, S. 4–5
- L'humanisme chrétien et sa vitalité in: Die Warte 73 (2021), Nr. 9/2680, S. 10
- D'Diddelenger Stadbibliothéik iwwert ee Joerhonnert: Funktioun am Wandel - gëscht, haut a muer in: Nos Cahiers, Lëtzebuerger Zäitschrëft fir Kultur, 1/2022, 43. Joer, Luxembourg, S. 39–66

### Sekundärliteratur
- Paul Taylor, Unzeitgemässe Liebesgedichte: Cayetana Caruso legt eine verstörende zweisprachige Lyriksammlung vor: das religiöse Moment als wichtiger Bestandteil der Dichtung, Luxemburger Wort. Die Warte, Luxembourg, Année [63](2011), Nr. 14/2328, S. 20
- Elise Schmit, Lyrische Selbstfindung, d'Lëtzebuerger Land, 29. Juli 2011
- Paola Cairo, Friederike Migneco: autrice, traduttrice, editrice, Passa Parola, 2014, A. 10 (febbraio 2013), Nr. 1, S. 14
- Jean-Jacques Flammang, "La pensée qui Te reflète est le souffle de l'âme sauvée": les poèmes à empreinte religieuse de Friederike Migneco, ALUC: Annuaire 2016 & 2017, Luxembourg, S. 48–51
- Maxence Caron, L'oeuvre poëtique de Friederike Migneco, S. 217–220, in: Fastes: de la littérature après la fin du temps, Les Belles Lettres, Paris, 2019, ISBN 978-2-251-44888-6
- Volker Zotz, Bleibende Abwesenheit. Über die Lyrikerin Friederike Migneco, in: Im aufsteigenden Zeichen. Gedichte, S. 97–158, Edition Habermann, München, 2021, ISBN 978-3-96025-018-0
- Marc Thill, "Leichtigkeit gepaart mit kraftvoller Tiefe, Luxemburger Wort, 24./25. April 2021, S. 25